# ダニオネラ
ダニオネラ（学名：Danionella）は、コイ科に分類される淡水魚の属の一つ。ミャンマーやインドの西ベンガル州に生息する。

## 概要
ダニオネラ属として知られている5種のうちの4種はミャンマーで発見された。 D. translucidaはエーヤワディー川流域で見つかり、 D. mirifica はミャンマー上流部（上ビルマ）のカマイン地域で見つかった。
Danionella priapus はインドの固有種として知られている。
成体でも12mm以下のサイズで、ライフサイクル（生活環）を通して透明であるため、神経科学やバイオイメージングにおける領域でのモデル生物としても注目されている。

## 種
- Danionella cerebrum Britz, Conway & Rüber, 2021（ダニオネラ・セレブラム）
- Danionella dracula Britz, Conway & Rüber, 2009 (ドラキュラフィッシュ, Dracula fish)
- Danionella mirifica Britz, 2003
- Danionella priapus Britz, 2009（ダニオネラ・プリアプス）
- Danionella translucida T. R. Roberts, 1986 (ダニオネラ・トランスルーシダ）